# 지나 매키
지나 매키(Gina McKee, 1964년 4월 14일 ~ )는 잉글랜드의 배우이다.

## 출연 작품
- 어둠 속의 8일